# Zdeněk Otava
Zdeněk Otava (11 de març de 1902 - 4 de desembre de 1980) va ser un baríton txec que va tenir una llarga carrera en el Teatre Nacional de Praga que va abastar més de quatre dècades. Va ser també un recitalista reeixit, especialment conegut per les seves actuacions del repertori contemporani txec. La seva veu es conserva en un bon nombre de gravacions realitzades pel segell Supraphon.